# Projet microbiome Terre
Le projet microbiome Terre (en anglais Earth Microbiome Project) est un projet pluridisciplinaire proposant d'analyser les communautés microbiennes dans le monde entier. Cette recherche vise à caractériser les paramètres génomiques, métaboliques et environnementaux dans différents biomes à travers l'analyse de 200 000 échantillons biologiques prélevés partout autour du globe en faisant appel aux outils de la métagénomique tels que les technologies de séquençage et de criblage à haut débit. À terme, on espère séquencer 500 000 génomes microbiens et produire un atlas génétique cartographiant, à travers des modèles, le contenu métabolique de l'ensemble des biomes étudiés. L'ensemble de ces données devraient pouvoir être accessibles aux chercheurs par le biais d'un portail permettant la visualisation de toutes les informations recueillies.